# The Chronic
The Chronic je debutové studiové album amerického hudebního producenta a rappera Dr. Dre, které bylo vydáno v roce 1992 u společnosti Death Row Records s distribucí u Priority Records, dostalo se na třetí místo amerického žebříčku Billboard 200 a je označováno jako jedno z nejvlivnějších hip-hopových alb. V roce 2003 časopis Rolling Stone vyhlásil The Chronic 137. nejlepším albem historie ve svém "Rolling Stone - 500 nejlepších alb všech dob".
Na albu hostovali také tehdejší členové labelu Death Row – Snoop Dogg, The D.O.C., Kurupt, Daz Dillinger, The Lady of Rage, RBX, Jewell a další.

## O Albu
Produkce alba The Chronic byla v hip-hopovém žánru zcela inovativní a dala vzniknout novému subžánru G-Funk. Texty vzbudily jistou míru kontroverze kvůli svému násilnému a homofobnímu obsahu, který popisoval život v černošském ghettu na počátku devadesátých let 20. století. Kritici však velmi docenili texty i styl podání, kterými se na albu proslavil rapper Snoop Dogg. Spoluautorem textů Dr. Dre byl rapper The D.O.C. Celé album produkoval sám Dr. Dre.

### Singly
Prvním singlem byla píseň "Nuthin' but a 'G' Thang" (ft. Snoop Dogg), která se umístila na druhé příčce US žebříčku Billboard Hot 100 a na prvních pozicích Hip-Hop a Rap žebříčků. Ve Spojeném království se v žebříčku UK Singles Chart umístil na 31. příčce. V USA se stal platinovým.
Druhý singl, vydaný v květnu 1993, byla píseň "Fuck wit Dre Day" (ft. Snoop Dogg a RBX). Ten se umístil v USA na osmé a v UK na 59. příčce, také se stal platinovým.
V září 1993 byl vydán třetí a závěrečný singl "Let Me Ride" (ft. Snoop Dogg), který obsadil 34. příčku v USA a znovu 31. v UK. Píseň byla roku 1994 oceněna cenou Grammy za nejlepší rapový výkon.

## Po vydání
Album debutovalo na 3. příčce US žebříčku Billboard 200. Dosud se prodalo v USA 4,5 milionu kusů, přesto je album společností RIAA uváděno "jen" jako 3x platinové, tato certifikace mu byla udělena v listopadu 1993. Celosvětově se ho prodalo okolo osmi milionů kusů.

## Seznam skladeb
Hudbu složil(i) Dr. Dre. 
| Pořadí | Název                                                                  | Délka |
| ------ | ---------------------------------------------------------------------- | ----- |
| 1.     | The Chronic (ft. Snoop Dogg)                                           | 1:57  |
| 2.     | Fuck wit Dre Day (And Everybody's Celebratin') (ft. Snoop Dogg a RBX)  | 4:52  |
| 3.     | Let Me Ride (ft. Snoop Dogg)                                           | 4:21  |
| 4.     | The Day the Niggaz Took Over (ft. Snoop Dogg, RBX a Dat Nigga Daz)     | 4:33  |
| 5.     | Nuthin' but a 'G' Thang (ft. Snoop Dogg)                               | 3:58  |
| 6.     | Deeez Nuuuts (ft. Snoop Dogg a Dat Nigga Daz)                          | 5:06  |
| 7.     | Lil' Ghetto Boy (ft. Snoop Dogg a Nate Dogg)                           | 5:27  |
| 8.     | A Nigga Witta Gun                                                      | 3:53  |
| 9.     | Rat-Tat-Tat-Tat (ft. Snoop Dogg)                                       | 3:48  |
| 10.    | The $20 Sack Pyramid (Skit)                                            | 2:53  |
| 11.    | Lyrical Gangbang (ft. The Lady of Rage a Kurupt)                       | 4:04  |
| 12.    | High Powered (ft. RBX)                                                 | 2:44  |
| 13.    | The Doctor's Office (Skit)                                             | 1:04  |
| 14.    | Stranded on Death Row (ft. Kurupt, RBX, The Lady of Rage a Snoop Dogg) | 4:47  |
| 15.    | The Roach (ft. RBX a Emmage)                                           | 4:36  |
| 16.    | Bitches Ain't Shit (ft. Snoop Dogg, Dat Nigga Daz a Kurupt)            | 4:48  |

## Samply
- "The Chronic" obsahuje části písní "Impeach the President" od The Honey Drippers, "Get Out of My Life, Woman" od Solomon Burke, "Funky Worm" od Ohio Players, "Country Cooking" od Jim Dandy, "The Shalimar" od Gylan Kain a "Colour Me Funky" od Parliament.
- "Fuck wit Dre Day" obsahuje části písní "Atomic Dog" od George Clinton, "(Not Just) Knee Deep" od Funkadelic a "Funkentelechy", "The Big Bang Theory" a "Aquaboogie" od Parliament.
- "Let Me Ride" obsahuje části písní "Mothership Connection (Star Child)" a "Swing Down, Sweet Chariot (Live)" od Parliament, "Kissin' My Love" (Drums) od Bill Withers a "Funky Drummer" (Drums) od James Brown.
- "The Day the Niggaz Took Over" obsahuje části písně "Love's Gonna Get'cha (Material Love)" od Boogie Down Productions.
- "Nuthin' but a 'G' Thang" obsahuje části písní "I Wanna Do Something Freaky to You" od Leon Haywood a "Uphill (Peace of mind)" od Frederick Knight.
- "Deeez Nuuuts" obsahuje části písně "Chestnuts" od Rudy Ray Moore.
- "Lil' Ghetto Boy" obsahuje části písní "Little Ghetto Boy" od Donny Hathaway a "The Get Out of the Ghetto Blues" od Gil Scott-Heron.
- "A Nigga Witta Gun" obsahuje části písní "Big Sur Suite" od Johnny "Hammond" Smith, "Who's the Man (With the Master Plan)" od Kay Gees a "Friends" od Whodini.
- "Rat-Tat-Tat-Tat" obsahuje části písní "Vegetable Wagon" od Donny Hathaway, "Brothers Gonna Work it Out" od Willie Hutch a "Pot Belly" od Lou Donaldson.
- "Lyrical Gangbang" obsahuje části písní "Damn" od The Nite-Liters a "When the Levee Breaks" od Led Zeppelin.
- "High Powered" obsahuje části písně "Buffalo Gals" od Malcolm McLaren.
- "Stranded on Death Row" obsahuje části písní "Do Your Thing" (Live) od Isaac Hayes, "If it Don't Turn You on" od B.T. Express a "The Jam" od Graham Central Station.
- "The Roach" obsahuje části písní "P-Funk (Wants to Get Funked Up)", "Colour Me Funky" od Parliament a "Impeach the President" (Drums) od The Honeydripper.
- "Bitches Ain't Shit" obsahuje části písní "Adolescent Funk" od Funkadelic a "Let's Get Small" od Trouble Funk.

## Mezinárodní žebříčky
| Země                     | Umístění |
| ------------------------ | -------- |
| UK Albums Chart          | 43       |
| US Billboard 200         | 3        |
| US Billboard R&B/Hip-Hop | 1        |
| US Billboard Rap         | 1        |